# Vrydagzynea deliana
Vrydagzynea deliana är en orkidéart som beskrevs av Johannes Jacobus Smith. Vrydagzynea deliana ingår i släktet Vrydagzynea och familjen orkidéer. Inga underarter finns listade i Catalogue of Life.